# 三重県南部集中豪雨
三重県南部集中豪雨（みえけんなんぶしゅうちゅうごうう）とは、1971年9月9日から翌10日にかけて三重県南部を襲った豪雨災害のことである。三重県南部の尾鷲市や熊野市などで甚大な土砂災害が発生し、42人が犠牲になった。

## 概要
この年は、紀伊半島を横断した台風23号の影響などで8月30日に尾鷲で513ミリの降雨があり、さらに9月に入ってからも雨天が続いていたところで、台風25号が通過した後、前線が北上して活発化し、発災前後の3日間だけでも、尾鷲測候所で1,095ミリと、年間降水量（約4,000ミリ）のおよそ4分の1が一挙に降ることになった。
三重県南部（尾鷲市や熊野市など）を襲ったこの集中豪雨による土砂災害は、死者・行方不明者42人、負傷者39人の被害を出した。特に、尾鷲市賀田町の小浜川や古江町のおぶこ川で発生した土石流は、甚大な被害をもたらし、それぞれ13人の死者を出した。

## 記録
- 総降水量 [9]
  - 木本 632mm
  - 尾鷲 1095mm
- 最大1時間降水量 [9]
  - 尾鷲 92mm

## 被害
- 人的被害 [10]
  - 死者 42人 [11]
  - 負傷者 39人
- 住家被害 [12]
  - 損壊 79棟
  - 浸水 1,200棟
    - 床上浸水 459棟
    - 床下浸水 741棟

## 遺されたもの
尾鷲市賀田町の東禅寺には、死者13名、流失家屋26戸の被害を出した当地の土石流災害を記録した自然災害伝承碑である「遭難之碑」がある。
災害から50年となった2021年には、尾鷲市古江町で慰霊祭がおこなわれた。